# Война за монферратское наследство
Война за монферратское наследство (фр. Guerre de succession de Montferrat) — война между Савойским герцогством и Мантуанским герцогством, поддержанными другими державами, из-за судьбы Монферратского герцогства.

## Предыстория
22 декабря 1612 года скончался правивший в Мантуе и Монферрате герцог Франческо IV Гонзага, после которого не осталось наследников мужского пола. В Мантуе его преемником стал брат Фердинандо I Гонзага, однако Монферратское герцогство могло наследоваться по женской линии, что доказали, подняв исторические документы о том, как оно было присоединено к Мантуе — именно путём брака наследницы, последней из Палеологов. Фердинанду Гонзаге пришлось неохотно подтвердить права своей малолетней племянницы — дочери Франческо Марии (для чего пришлось из Савойи приехать Виктору Амадею, брату вдовствующей герцогини, и поддержать её), а Маргарита Савойская стала регентом Монферрата от имени своей трехлетней дочери.
Фердинандо Гонзага намеревался оставить владение своей племянницы в зоне своего влияния. Он планировал выдать замуж и Марию, и Маргариту. Однако отец Маргариты, савойский герцог Карл Эммануил I, предъявил права на Монферратское герцогство от имени своей внучки. Фердинандо Гонзага отказался вести переговоры, и это стало сигналом к войне.

## Ход войны

### Савойское вторжение (1613)
22 апреля 1613 года савойский герцог вторгся в северную часть Монферратского герцогства и осадил Трино. 24 апреля он отбил нападение сил, присланных на подмогу из Казале-Монферрато, и 25 апреля начал артиллерийский обстрел города. 26 апреля Трино выбросил белый флаг.
В южной части Монферратского герцогства Александр Герини, губернатор Кераско, неожиданным ударом 22 апреля захватил Альбу.
Выступивший из Асти Карл Скалья, граф Верруанский, 23 апреля захватил город Монкальво и осадил замок. 8 мая гарнизон капитулировал, и ему было позволено отступить в Понтестуру.
Чтобы оправдать свои действия, Карл-Эммануил опубликовал манифест, который был направлен Папе Павлу V, императору Матвею, испанскому королю Филиппу III, французскому королю Людовику XIII, а также швейцарским кантонам и итальянским государствам.
После капитуляции Трино савойский герцог осадил Казале. Однако на помощь своему мантуанскому вассалу пришли испанцы, отправившие 500 человек из Понтестуры, а из Генуи с французским отрядом выступил Карл I Гонзага. Тогда Карл-Эммануил решил атаковать Ниццу.
Граф Сен-Жорж выдвинулся на Ниццу во главе армии из 17 тысяч человек; гарнизон Ниццы состоял из 2 тысяч солдат и 200 кавалеристов под командованием Де Мэнфруа де Кастильона. 14 мая савойцы начали установку осадной артиллерии. Город подвергался серьёзным атакам, однако 23 мая к нему на выручку подошли силы Карла Гонзага и Антуана де Лево, князя Асколийского. Граф Сен-Жорж оказался в сложной политической ситуации, так как полученные им инструкции требовали избегать конфликтов с Габсбургами. Ему пришлось снять осаду и отступить на свою территорию, при этом не поддаваясь на провокации Карла Гонзаги, пытавшегося спровоцировать конфликт между савойцами и испанцами.
Война в Пьемонте начала привлекать внимание крупных держав. Чтобы предотвратить вмешательство французских войск, представители противоборствующих сторон встретились в Милане, где был подписан договор, в соответствии с которым Карлу-Эммануилу давалось 6 дней на передачу австрийским представителям оккупированных им территорий Монферрата. Мария и Маргарита должны были отбыть к савойскому двору; судьба герцогства должна была быть решена на конференции через месяц после этого.
Однако мантуанский герцог отказался отпустить Марию в Савойю.

### Возобновление боевых действий
Герцог Лерма, ведавший внешней политикой Испании, направил в регион армию под командованием Шарля д’Анжена. 7 сентября 1613 года это 30-тысячное войско пересекло Сесию в Гизларенго, захватило Мотта-де-Конти и Брузненго, после чего встало лагерем в Карезане. Карл-Эммануил, у которого было лишь 10 тысяч человек, решил контратаковать, однако сражение закончилось в пользу испанцев. Тем не менее, возобновив боевые действия в Монферрате, савойцы имели преимущество во всех битвах вплоть до завершения кампании 1613 года.
То, что Савойя в одиночку выстояла против Испании, не потеряв ни единого города, вызвало приток под знамёна Карла-Эммануила добровольцев со всей Европы (в том числе значительного количества французов, несмотря на прямой запрет от короля).
Испанский губернатор Милана Хуан де Мендоса-и-Веласко направил войска в Асти, куда для противодействия им отправился и герцог Савойский. Тем временем в Геную на неаполитанских галерах прибыл отряд под командованием Альваро де Бассана, который 16 ноября осадил Империю; спешивший на подмогу городу савойский флот задержался до 29 ноября, и город, исчерпав возможности к обороне, капитулировал. После этого испанцы осадили Боргомаро. В ответ на это граф Сен-Жорж захватил Цуккарелло, но испанцы не стали отвлекаться, и Боргомаро капитулировал 4 января 1614 года. Затем испанцы захватили Прела.

### Первый договор в Асти
Шарль д’Анжен и папский нунций Джулио Савелли предложили своё посредничество в переговорах о мире, на которое согласился герцог Савойский, но испанский губернатор Милана отверг предложенный ему проект мирного соглашения. Однако после того, как сын Карла-Эммануила Томас Франциск вторгся в Ломеллину и взял Кандию, ему пришлось изменить своё мнение, и 1 декабря 1614 года мирный договор был подписан. Согласно его условиям, следовало вернуть все захваченные территории, освободить пленных и распустить армии, а спор между Савойей и Мантуей должен был быть разрешён на мирной конференции в течение 6 месяцев.
Испанское правительство было неудовлетворено условиями договора и приказало губернатору Милана вернуться в Пьемонт во главе армии. Однако курьер, везший инструкции, был перехвачен в районе Ниццы савойским корсаром, и имевшиеся при нём бумаги были переправлены в Турин. Карл-Эммануил тут же известил Францию, Рим и Венецию о намерениях испанцев, а сам начал готовиться к новой кампании.

### Продолжение боевых действий
В марте 1615 года испанцы возобновили боевые действия и взяли замок Рокеверан. Карл-Эммануил направил в тот район 5 полков под командованием Ла Мотта, который занял позиции у Кераско. Почувствовав угрозу, испанцы решили укрепить долину Бормиды и направили в Бистаньо войско под командованием маркиза Мортаре. Узнав об этом, савойцы 17 апреля осадили город. 20 апреля испанцы направили к Бистаньо подкрепления, и герцог савойский был вынужден снять осаду, что дало возможность отряду Мортаре покинуть город. 26 апреля Карл-Эммануил вернулся в Асти и занялся укреплением города. 12 мая к городу подошли испанцы. Герцог Савойский встретил их на берегу Версы, но проиграл сражение и был вынужден отступить, после чего испанцы приступили к осаде.

### Второй договор в Асти
Франция, не желавшая усиления Габсбургов в Италии, предложила своё посредничество, и 20 июня был подписан новый мирный договор. Его гарантами выступили римский Папа, Англия, Франция и Венеция, при этом представлявший Францию Шарль д’Анжен и представлявший Англию Дадли Карлетон заявили, что если испанцы атакуют Савойю, то они предложат своим правительствам встать на её защиту. Французский представитель добавил, что в этом случае губернаторы прилегающих провинций Франции пошлют подмогу в Пьемонт.
Согласно условиям договора испанцы должны были вернуть Савойе все завоевания, сделанные с начала войны, и разоружиться после возвращения савойской армии к местам постоянной дислокации. Спор между Савойей и Мантуей передавался на арбитраж императора, объявлялась амнистия участникам боевых действий, возобновлялась торговля между Миланом, Вале и Швейцарией.
Договор вновь вызвал неудовольствие испанского двора. В Ломбардию был направлен Педро Альварес де Толедо-и-Колонна, который вновь начал собирать армию. Карл-Эммануил известил страны-гаранты о нарушении договора.

### Война дона Педро
В 1616 году боевые действия возобновились. Армия Педро де Толедо, состоявшая из 26 тысяч пехотинцев и 3 тысяч кавалеристов, перешла Сесию в Вилате и встала лагерем у её впадения в реку По. Герцог Савойский, имевший 18 тысяч пехотинцев и 2 тысячи кавалеристов, разместился в Мотта-де-Конти. Испанцы попытались привлечь на свою сторону герцога де Немура, тайно предложив сделать его главой Савойи в качестве испанского вассала. Однако герцог Савойский направил против него 4 тысячи человек под командованием своего сына Виктора-Амадея, и Генрих был вынужден отступить на французскую территорию.
14 сентября 1616 года испанцы атаковали герцога Савойского и вынудили его отступить из Мотты. Затем испанцы взяли Крешентино, после чего разделились на три отряда: один остался прикрывать Крешентино, другой (под командованием д’Аскулано) двинулся в Бьеллу, а третий (под командованием д’Ороско) пересёк По и вторгся в Астесан. Герцог Савойский рискнул пойти на разделение своей армии, и отправил графа Сен-Жоржа с 5 тысячами человек против д’Ороско, нанеся тому поражение.
Тем временем в Турине собралась мирная конференция с участием представителей Франции, Ватикана, Савойи, Испании и Венеции. Пока шли переговоры, испанские войска таяли от болезней и дезертирства, а савойские войска получали подкрепления. В итоге савойцы перешли в наступление. 10 декабря Виктор-Амадей и его брат Томас осадили Массерано, и 2 февраля 1617 года замок капитулировал.

### Французская интервенция (1617)
3 января в Турин прибыл маршал Ледигьер, и французские войска приняли участие в осаде Сан-Дамьяно-д’Асти. 5 февраля Карл-Эммануил предложил гарнизону капитулировать, но получил отказ. 6 февраля начался штурм, и французско-савойские войска ворвались внутрь, устроив резню.
23 февраля французско-савойская армия осадила Альбу. 5 марта губернатор Альбы получил известие, что в течение 3 дней на выручку прибудет 12-тысячная армия под командованием дона Педро де Толедо, однако этого не произошло, и 10 марта, после того, как все запасы подошли к концу, гарнизон вывесил белый флаг.
Однако впоследствии развитию наступления помешала политика. Французская королева Мария Медичи, вставшая на сторону Мантуанского герцога, приказала Ледигьеру вернуться во Францию. 6 апреля французские войска ушли, после чего испанцы вновь перешли в наступление. 24 мая был осаждён Верчелли, однако город упорно оборонялся и сдался лишь 25 июля. Эта осада стоила испанцам таких потерь, что дон Педро решил пойти на мировую.

## Конец войны
В середине июля в Пьемонте вновь появился Ледигьер, потребовавший от дона Педро выполнения условий договора в Асти. Пока испанцы ждали ответа от губернатора Ломбардии, объединённая французско-савойская армия 1 сентября взяла Фелиццано, однако 6 сентября Ледигьер был отозван во Францию, так как французский и испанский короли договорились выполнить договор в Асти.